# کیوی کرکی
کیوی کرکی (نام علمی: Actinidia deliciosa) نام یک گونه از سرده آکتینیدیا است.